# Thorgaut Island
Thorgaut Island (in Norwegen auch Thorgautøya) ist die größte der Inseln  im nordöstlichen Teil der Robinson-Gruppe vor der Küste des ostantarktischen Mac-Robertson-Lands. Sie liegt 11 km nordwestlich des Kap Daly.
Diese Insel und diejenigen in unmittelbarer Umgebung wurden 1931 von der Besatzung des norwegischen Walfangschiffs Thorgaut gesichtet und als Thorgautøyane benannt. In Übereinstimmung mit den Empfehlungen des Antarctic Names Committee of Australia (ANCA) blieb der bereits vom australischen Polarforscher Douglas Mawson vergebene Name Robinson für die gesamte Inselgruppe bestehen, während die hier beschriebene Insel ihren heutigen Namen erhielt.